# Rhipidia (Rhipidia) tenuirama
Rhipidia (Rhipidia) tenuirama is een tweevleugelige uit de familie steltmuggen (Limoniidae). De soort komt voor in het Oriëntaals gebied.